# Acca
Acca es un género con tres especies de arbusto perteneciente a la familia Myrtaceae. Es originario de Perú hasta Uruguay. Comprende 7 especies descritas y de estas, solo 3 aceptadas.

## Descripción
Son arbustos o árboles que alcanzan un tamaño de hasta de 4 m de altura, cubiertos por lo menos parcialmente por un denso indumento; con tricomas unicelulares, simples, frecuentemente rizados. Hojas opuestas, persistentes. Inflorescencias unifloras o en dicasios con 3 flores, las inflorescencias simples algunas veces agregadas en vástagos bracteados. Flores 4-meras; bractéolas persistentes o caducas antes de la antesis; cáliz abierto; pétalos rojos, violeta claro o rosado, ligeramente carnosos al madurar; estambres cortos y erectos en el botón joven, los filamentos al principio más cortos que las anteras, después alargándose rápidamente en la antesis sobrepasando a los pétalos, rígidos, rojo oscuro, las anteras c. 1 mm; ovario 2-4-locular, los lóculos generalmente no completamente fusionados en la antesis, la placenta peltada, algunas veces pareciendo parietal por la falta de fusión en las paredes loculares; óvulos 6-60 por lóculo. Frutos en bayas globosas o elipsoidales; semillas varias a muchas, aplanadas horizontalmente, algunas veces agrupadas en hileras verticales, en forma de "C" o casi redondas, la testa de las semillas subcostrosa a bastante dura, la cubierta interna de las semillas membranácea; embrión en forma de "C" o espiral, cilíndrico, los cotiledones casi tan largos como el hipocótilo.

## Taxonomía
El género fue descrito por Otto Karl Berg y publicado en Linnaea 27(2–3): 138. 1854[1856]. La especie tipo es: Acca domingensis O. Berg.

## Especies aceptadas
A continuación se brinda un listado de las especies del género Acca aceptadas hasta febrero de 2013, ordenadas alfabéticamente. Para cada una se indica el nombre binomial seguido del autor, abreviado según las convenciones y usos, y la publicación válida.
- Acca lanuginosa (Ruiz & Pav. ex G.Don) McVaugh, Taxon 5: 136 (1956).
- Acca macrostema (Ruiz & Pav. ex G.Don) McVaugh, Taxon 5: 136 (1956).
- Acca sellowiana (O.Berg) Burret, Repert. Spec. Nov. Regni Veg. 50: 59 (1941).

Sinonimia
- Orthostemon O.Berg, Linnaea 27: 440 (1856).
- Feijoa O.Berg, Linnaea 29: 258 (1858).[3]